# Savoia Cars

Emblem

Savoia Cars ist ein Unternehmen aus Argentinien.

## Beschreibung
Das Unternehmen hat seinen Sitz in San Miguel bei Buenos Aires. Es stellt Flugmotoren und Automobile her. Der Markenname der Autos lautet Savoia. Ein Montagewerk des Unternehmens ist in Fray Bentos, Uruguay geplant.

## Produkte
Das erste von Savoia produzierte Flugzeugtriebwerk ist der S42Aero. Dieser luftgekühlte Zweizylinder-Boxermotor wiegt 52 kg. Er leistet aus 678 cm³ Hubraum 30 kW (42 PS) und 55 Nm bei 4000 bis 5000/min.
Der Pkw Sahara hat einen Zweizylindermotor mit 652 cm³ Hubraum und 40 PS Leistung. Dies ist ein Coupé mit Targadach und 2 + 2 Sitzen.
Der Mehari hat den gleichen Motor. Er ähnelt dem Citroën Méhari.
Außerdem stellt das Unternehmen Fahrzeugteile her.